# SXGP
sXGP、SXGPは、日本のTD-LTE互換のコードレス電話システム。自営PHSの後継規格であり、利用する電波帯域もPHS帯（1.9GHz帯、1893.5MHz-1906.1MHz）の一部である。技術基準適合認定がある端末は、免許不要で利用できる。
sXGPは、日本での電波利用帯も含めて、当初から自営PHSを含む自営無線通信システムを主眼とした技術的枠組みである。その点で、TD-LTEなど基盤技術に共通要素は多いものの、当初から公衆広域無線通信システムとして開発展開された、eXtended Global Platform (XGP)、XGPサービス、AXGPなどとは異なる。

## 概要
対応するBandはband39。通常、他のLTE帯域ではLTE専用帯域として割当られていることが多いが、同帯域は公衆PHS(2021年1月一般サービス終了、2023年3月テレメタリングサービス終了)およびDECTが使用しており、帯域を共有して使用することから"shared" EXtended Global Platform方式と命名されている。
2020年2月現在、5MHzシステムの1キャリアのみが利用可能で、データスループットは下り12Mbps・上り4Mbpsにとどまっているが、デジタルコードレス電話作業班にて、キャリア拡張が検討されている。
また、ローカル5Gのアンカーバンドとして利用できるよう制度改正が準備されている。PHSやDECTと異なり、端末仕様上（チップおよびミドルウェア）、公衆網LTE向け端末においてシームレスな共通化（真のFMC）を実現可能なメリットがある。5Gコアに接続したsXGPの基地局も用いた実証も行われている。